# Championnat d'Islande de football de deuxième division 1984
Navigation
Saison précédente Saison suivante
La saison 1984 de 2. Deild était la 30e édition de la deuxième division islandaise. Les 10 clubs jouent les uns contre les autres lors de rencontres disputées en matchs aller et retour. Pour la première dans le championnat, la victoire vaut 3 points et non plus 2, comme pour les saisons précédentes.
Les 2 premiers du classement en fin de saison sont promus en 1. Deild, tandis que les 2 derniers sont relégués en 3. Deild.
Le FH Hafnarfjörður retrouve la 1. Deild, 3 ans après sa relégation tandis que le club de Víðir Garður, après seulement 2 saisons en 2. Deild, accède à l'élite pour la première fois de son histoire. 

## Compétition

### Classement
Le barème de points servant à établir le classement se décompose ainsi :
- Victoire : 3 points
- Match nul : 1 point
- Défaite : 0 point

| Rang | Équipe                    | Pts | J  | G  | N | P  | Bp | Bc | Diff |
| ---- | ------------------------- | --- | -- | -- | - | -- | -- | -- | ---- |
| 1    | FH Hafnarfjörður          | 40  | 18 | 12 | 4 | 2  | 38 | 19 | +19  |
| 2    | Víðir Garður              | 33  | 18 | 10 | 3 | 5  | 34 | 25 | +9   |
| 3    | KS Siglufjörður           | 30  | 18 | 8  | 6 | 4  | 25 | 20 | +5   |
| 4    | ÍB Ísafjörður R           | 29  | 18 | 8  | 5 | 5  | 37 | 26 | +11  |
| 5    | ÍBV Vestmannaeyjar R      | 28  | 18 | 8  | 4 | 6  | 31 | 27 | +4   |
| 6    | UMF Skallagrimur P        | 27  | 18 | 8  | 3 | 7  | 33 | 27 | +6   |
| 7    | Völsungur Húsavík         | 25  | 18 | 7  | 4 | 7  | 25 | 26 | -1   |
| 8    | UMF Njarðvík              | 24  | 18 | 7  | 3 | 8  | 20 | 21 | -1   |
| 9    | Tindastóll Sauðárkrókur P | 9   | 18 | 2  | 3 | 13 | 17 | 45 | -28  |
| 10   | Einherji                  | 6   | 18 | 1  | 3 | 14 | 11 | 35 | -24  |

|  | Promu en 1. Deild      |
|  | Relégation en 3. Deild |

## Bilan de la saison
| Promotion et relégation |                                  |
| Relégué en 3. Deild     | Tindastóll Sauðárkrókur Einherji |
| Promu en 1. Deild       | FH Hafnarfjörður Víðir Garður    |

## Meilleurs buteurs
| # | Buteurs               | Clubs            | Nb de Buts |
| - | --------------------- | ---------------- | ---------- |
| 1 | Garðar Jonsson        | UMF Skallagrimur | 13         |
| 2 | Guðmunður Magnusson   | ÍB Ísafjörður    | 11         |
| 3 | Ingi Björn Albertsson | FH Hafnarfjörður | 10         |
| 4 | Gretar Einarsson      | Víðir Garður     | 9          |
| 4 | Palmi Jonsson         | FH Hafnarfjörður | 9          |